# Mala Draguša
Mala Draguša (cyr. Мала Драгуша) – wieś w Serbii, w okręgu toplickim, w gminie Blace. W 2011 roku liczyła 146 mieszkańców.